# Love Spit Love
Love Spit Love foi um grupo musical fundado em 1992 pelo cantor Richard Butler depois da dissolução dos Psychedelic Furs.

## Discografia
- Love Spit Love (1994) #195 US
- Trysome Eatone (1997)

## Singles
| Ano  | Título                  | Posição na tabela | Posição na tabela  | Álbum          |
| Ano  | Título                  | Billboard Hot 100 | Modern Rock Tracks | Álbum          |
| 1994 | "Change in the Weather" | -                 | #31                | Love Spit Love |
| 1994 | "Am I Wrong"            | #83               | #3                 | Love Spit Love |
| 1997 | "Long Long Time"        | -                 | #33                | Trysome Eatone |
| 1997 | "Fall On Tears"         | -                 | #39                | Trysome Eatone |